# 阿罗斯河畔维勒孔塔勒
阿罗斯河畔维勒孔塔勒（法語：Villecomtal-sur-Arros，法語發音：[vilkɔ̃tal syʁ aʁɔs]），法国西南部城市镇，位于奥克西塔尼大区热尔省，隶属于米朗德区，其市镇面积为11.17平方公里，2022年1月1日时人口数量为833人，在法国城市中排名第11,394位。
阿罗斯河畔维勒孔塔勒位于热尔省西南部，阿罗斯河畔，其西侧与上比利牛斯省接壤，法国国道N21线经过其镇中心。

## 地名来源
“Villecomtal”一名的来源及含义尚有待考证。“sur-Arros”这一后缀自1958年起成为当地官方名称的一部分。
法国大革命期间，当地曾一度被更名为“Pont-Libre”。

## 历史
阿罗斯河畔维勒孔塔勒的早期历史尚不清楚，中世纪时当地为加斯科涅公国的一部分，英法百年战争期间曾被英格兰军队控制。法国大革命后，维勒孔塔勒成为热尔省的一个市镇。工业革命期间，途径维勒孔塔勒的博南孔特尔－比戈尔地区维克铁路建成通车，后于1938年关闭。
在地方历史文化研究方面，当地有“阿罗斯河谷市际人家”（Foyer Intercommunal du Val d'Arros），后者为一个地方史文化社团。

## 地理

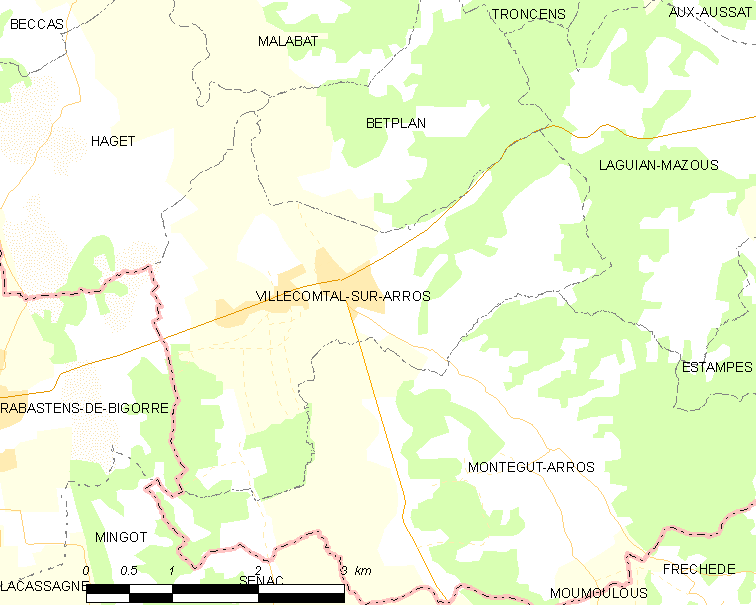
阿罗斯河畔维勒孔塔勒市镇范围地图

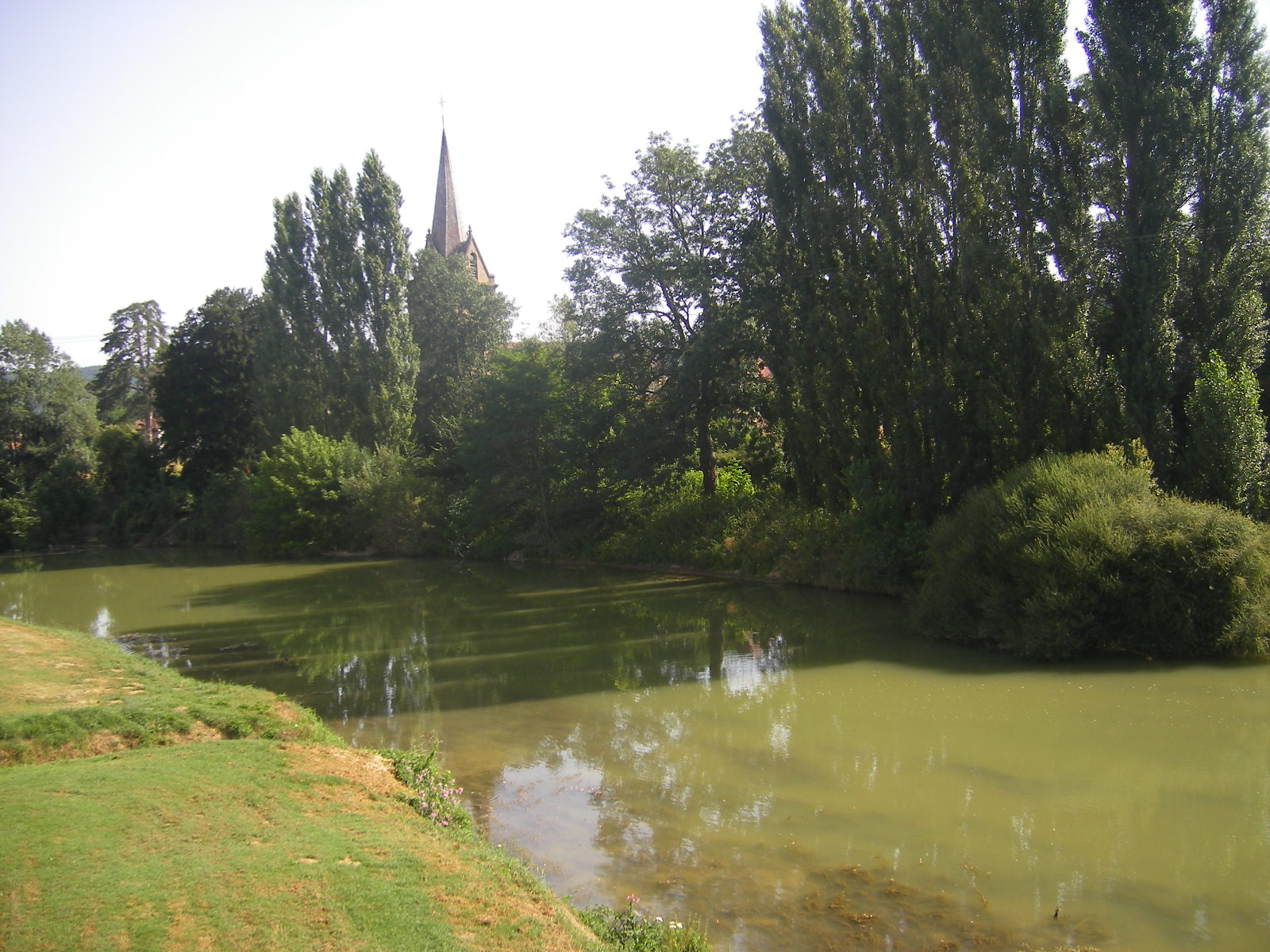
阿罗斯河

阿罗斯河畔维勒孔塔勒位于法国西南部，奥克西塔尼大区西南部和热尔省西南部，距离省会欧什大约48公里。与阿罗斯河畔维勒孔塔勒接壤的市镇包括：阿热、贝特普朗、比戈尔地区拉巴斯唐斯、拉吉昂马祖和蒙泰居阿罗斯。

### 地形
阿罗斯河畔维勒孔塔勒位于加斯科涅平原腹地，境内以浅丘为主，市镇中心地势较为平坦，全境海拔在168到315米之间。

### 水文
阿罗斯河畔维勒孔塔勒位于阿杜尔河流域范围内，阿罗斯河自南向北流经镇中心。

### 植被
阿罗斯河畔维勒孔塔勒属于温带阔叶混交林区，林地主要分布于河流附近。
在鲜花城市的评比中，阿罗斯河畔维勒孔塔勒暂未被评级。

### 气候
阿罗斯河畔维勒孔塔勒在柯本气候分类法中属于带有地中海特征的温带海洋性气候。

## 行政区划
阿罗斯河畔维勒孔塔勒的市镇编号为32464，邮政编号为32730。
在行政管理方面，阿罗斯河畔维勒孔塔勒隶属于法国奥克西塔尼大区热尔省米朗德区；在地方选举方面，阿罗斯河畔维勒孔塔勒隶属于米朗德-阿斯塔拉克县，其市镇范围全境被划入热尔省第一选区；在社会管理方面，阿罗斯河畔维勒孔塔勒是加斯科涅地区阿斯塔拉克-阿罗斯市镇公共社区的办公驻地。
法国国家统计与经济研究所（简称）在进行数据统计时，未将阿罗斯河畔维勒孔塔勒划入任何城市核心区（Unité urbaine）以及城市区（Aire urbaine）。自2020年起，阿罗斯河畔维勒孔塔勒被划入包含153个市镇的塔布城市辐射区内。此外，还将阿罗斯河畔维勒孔塔勒市镇整体看作一个“块区”（IRIS），以便于统计人口分布情况。

## 交通

### 公路
法国国道N21线和热尔省省道D38线、D261线、D292线和D543线在阿罗斯河畔维勒孔塔勒境内交汇。奥克西塔尼大区下属的城际客运提供巴士线路，可前往欧什和塔布。
2019年，81.3%的阿罗斯河畔维勒孔塔勒家庭拥有至少一辆私人汽车。2019年，阿罗斯河畔维勒孔塔勒境内共发生各类交通事故1起，造成1人受伤，其中1人重伤。
| 6 | 63 |

| 欧什 | 48 |

| 塔布 | 24 |

| 拉巴斯唐斯 | 4 |

### 铁路
距离阿罗斯河畔维勒孔塔勒最近的客运铁路车站为23.5公里外的塔布站，该站停靠前往巴黎的法国高速列车，以及前往图卢兹、波城、巴约讷等地的普通列车。

### 航空
距离阿罗斯河畔维勒孔塔勒最近的民用航空站为塔布-卢尔德机场，距离阿罗斯河畔维勒孔塔勒市中心的公路里程约35公里。

### 城市公共交通
截至2022年11月，阿罗斯河畔维勒孔塔勒暂无城市公共交通系统。

## 政治
阿罗斯河畔维勒孔塔勒的现任市长为马蒂厄·穆拉先生（Matthieu MOURA），他是一名无党派人士，在2020年的市政选举中获得了100%的支持率（无其他候选人）。
在2022年的法国总统大选中，法国极右翼政党国民阵线主席玛丽娜·勒庞在阿罗斯河畔维勒孔塔勒获得了54.61%的支持率。

## 人口
2020年，阿罗斯河畔维勒孔塔勒市镇人口数量为837，在法国排名第11,394位。其中男性414人，女性426人，75岁及以上人口占10.0%，外籍人口数量为20人，人口密度为75人/平方公里，当地居民被称为（男性）或（女性）。2020年，阿罗斯河畔维勒孔塔勒境内出生4人，死亡人口13人。
| 阿罗斯河畔维勒孔塔勒1901年－2019年人口变化情况 |
|                                                |
| 数据来源：Cassini、INSEE                       |

## 经济
阿罗斯河畔维勒孔塔勒是一个区域性的中心城市。截止2022年11月，阿罗斯河畔维勒孔塔勒市镇范围内共有各类用人单位（包含自雇）134家，平均历史为14年，均为中小型企业（PME），2022年9月至11月间，当地的经济活力指数为1.44%。（座椅）、（药品）及（汽修）是当地2021年营业额最高的三个企业，分别为3,697,445欧元、878,365欧元和350,041欧元。

## 财政与居民收入
2020年，阿罗斯河畔维勒孔塔勒的财政收入总额为816,800欧元，财政支出总额为599,210欧元，当年的债务总额为779,450欧元。2021年，阿罗斯河畔维勒孔塔勒市镇共获得70,432欧元的国家财政补助，比上一年增加了13.46%。
2020年，阿罗斯河畔维勒孔塔勒的人均月收入总额为1,731欧元，低于法国平均水平（2,103欧元）。
2019年，阿罗斯河畔维勒孔塔勒境内的青壮年（15至64岁）失业率为20.6%；2022年，当地35.3%的家庭拥有纳税资格，平均纳税1,707欧元，低于法国平均水平（4,393欧元）。

## 社会事务

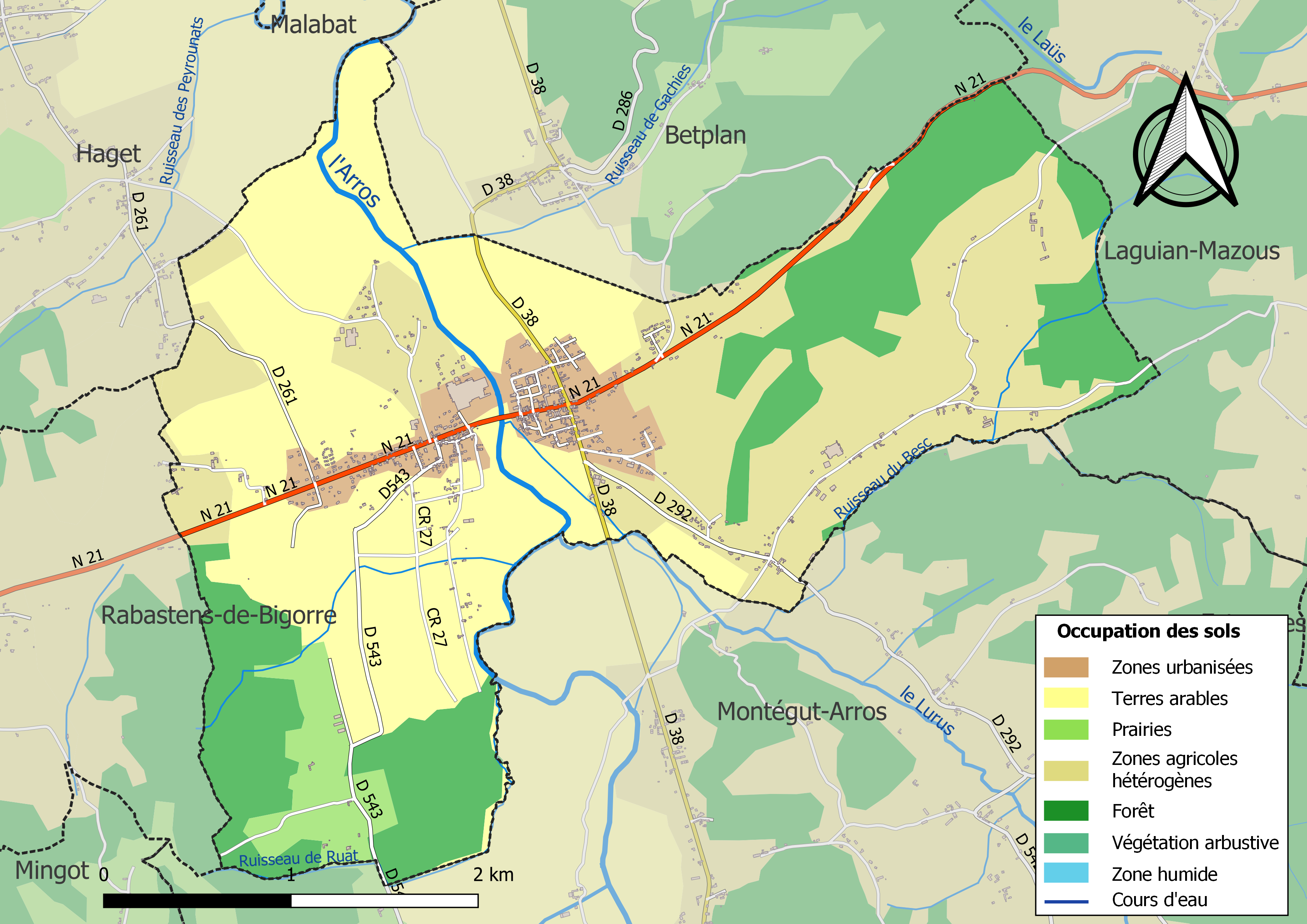
阿罗斯河畔维勒孔塔勒土地利用情况地图

### 教育
阿罗斯河畔维勒孔塔勒属于图卢兹学区。截止2021年1月1日，阿罗斯河畔维勒孔塔勒境内共有1所幼儿园和1所小学。

### 医疗
截止2021年1月1日，阿罗斯河畔维勒孔塔勒境内共有保健师1名、牙医1名和护士2名。境内共有药房1家。
距离阿罗斯河畔维勒孔塔勒最近的区域性医疗机构为米朗德中心医院（Centre Hospitalier de Mirande），其主病区“圣雅克医院”（Hôpital Saint-Jacques）位于米朗德，距离阿罗斯河畔维勒孔塔勒镇中心的正常车程大约23分钟，该院设有床位183个，是当地规模最大的公立综合性医院。

### 住房
2019年，阿罗斯河畔维勒孔塔勒境内共有各类住房465套，其中81.1%为独立式居民区，18.3%为集中式居民区。常住房屋占阿罗斯河畔维勒孔塔勒市镇范围内居民建筑总量的86.9%。
在住房保障政策方面，2021年，阿罗斯河畔维勒孔塔勒境内共有61户家庭获得了住房经济补助，受益人数占总人口数量的7.3%，其中58份为房租补助。

### 商业
2021年，阿罗斯河畔维勒孔塔勒境内共有各类实体商铺22家，其中餐厅3家、面包房2家、肉铺1家、书店1家、美容美发店2家、汽车维修店2家。市区X部建有大型开放式商业街区。

### 体育
2021年，阿罗斯河畔维勒孔塔勒境内共有1家游泳池、2处网球场以及1处足球或橄榄球场。
截至2022年11月，阿罗斯河畔维勒孔塔勒境内暂无注册足球俱乐部。

### 环境
阿罗斯河畔维勒孔塔勒的环境事务由其所属的加斯科涅地区阿斯塔拉克-阿罗斯市镇公共社区联合各级政府协调负责。2021年，阿罗斯河畔维勒孔塔勒境内暂无污染企业。

### 治安
阿罗斯河畔维勒孔塔勒及其附近的共257个市镇是欧什国家宪兵队（zone gendarmerie de Auch）的管辖范围。2020年，该宪兵队累计记录各类案件2,268起，其中盗窃类案件1,108起，经济类案件435起，毒品交易类案件77起。

## 文化

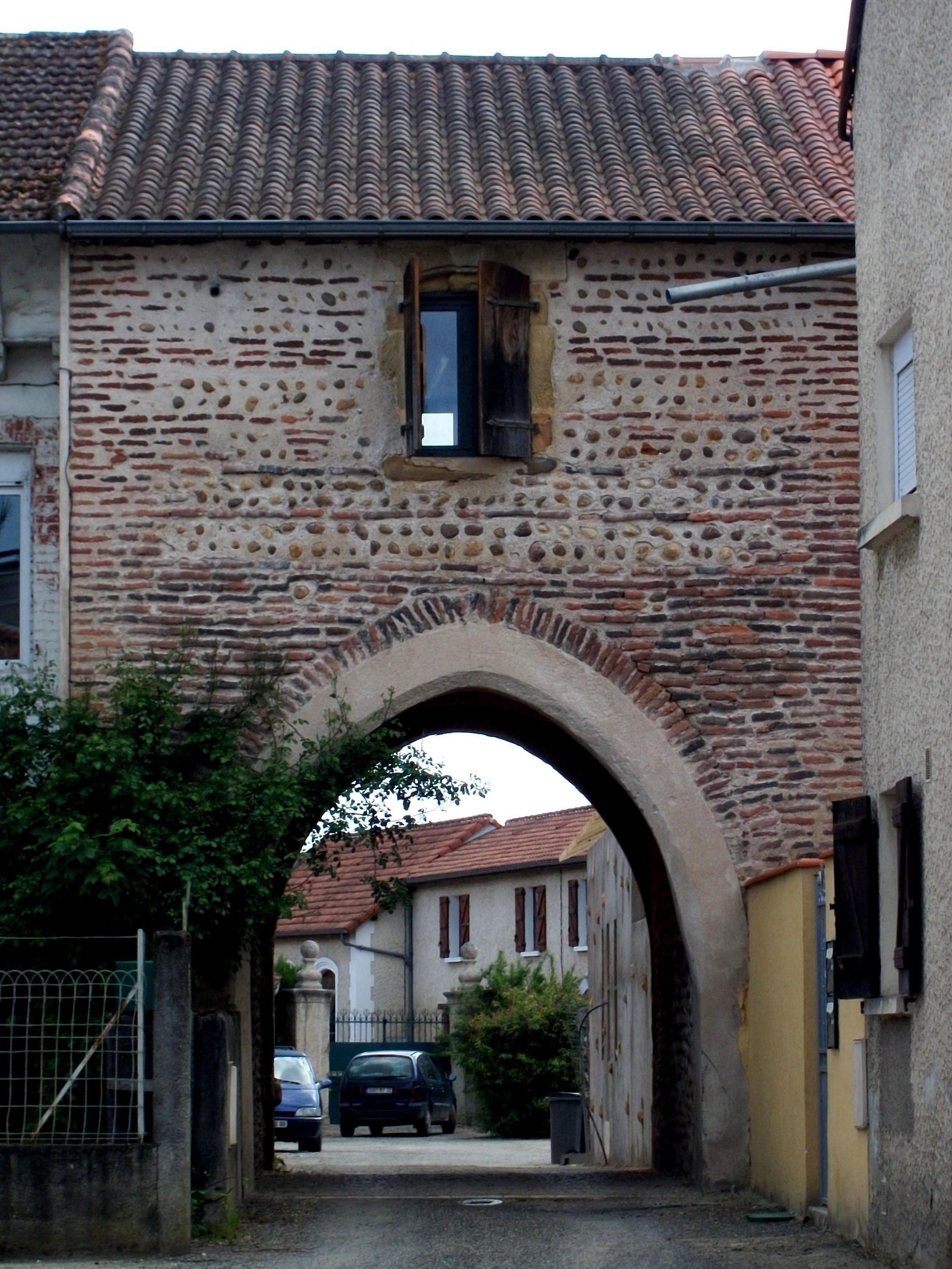
一处城门

2021年，阿罗斯河畔维勒孔塔勒境内暂无任何文化设施。阿罗斯河畔维勒孔塔勒建有一处多媒体中心，每周一、二、三、五、六向公众开放。

### 建筑
阿罗斯河畔维勒孔塔勒境内有多处历史建筑，其中位于镇中心圣雅克教堂（Église Saint-Jacques）是当地的地标性建筑物。

### 旅游
阿罗斯河畔维勒孔塔勒的旅游事务由其所属的加斯科涅地区阿斯塔拉克-阿罗斯市镇公共社区负责。2022年，阿罗斯河畔维勒孔塔勒境内暂无任何游客接待设施。

### 媒体
法国主要的媒体均可在阿罗斯河畔维勒孔塔勒接收，法国电视三台下属的奥克西塔尼大区频道在部分时段播出阿罗斯河畔维勒孔塔勒所属热尔省的地方新闻。蓝色法兰西加斯科涅广播、Hit FM32、《南部追寻》等是当地主要的地方性媒体。

## 友好城市
截至2022年11月，阿罗斯河畔维勒孔塔勒暂未建立任何友好城市关系。